# Honey Don’t!
Honey Don’t! ist eine Filmkomödie von Ethan Coen. Sie ist der zweite Teil seiner queeren B-Movie-Trilogie, die er mit Drive-Away Dolls begonnen hat. Das Drehbuch schrieb Ethan Coen gemeinsam mit seiner Ehefrau Tricia Cooke. Der Film mit Margaret Qualley als private Ermittlerin, Chris Evans als Sektenführer und Aubrey Plaza in den Hauptrollen feierte am 23. Mai 2025 bei den Internationalen Filmfestspielen in Cannes seine Premiere und soll im August 2025 in die US-Kinos kommen. Der Kinostart in Deutschland ist Ende Oktober 2025 geplant.

## Handlung
Im kalifornischen Bakersfield untersucht die  private Ermittlerin Honey O’Donahue den fragwürdigen Tod einer Frau und gerät mit einer religiösen Sekte und dessen Führer Reverend Drew Devlin aneinander.

## Produktion

### Regie und Drehbuch
Regie führte Ethan Coen. Es handelt sich bei Honey Don’t! nach Jerry Lee Lewis: Trouble in Mind und Drive-Away Dolls um seinen dritten Langfilm, bei dem er ohne seine Bruder Joel Regie führte. Zugleich ist Honey Don’t! nach Drive-Away Dolls der zweite Teil einer geplanten queeren B-Movie-Trilogie von Ethan Coen, die mit Go Beavers enden soll. Das Drehbuch schrieb er wie bereits bei Drive-Away Dolls gemeinsam mit seiner Ehefrau Tricia Cooke. Sie übernahm auch den Filmschnitt. Gemeinsam mit Robert Graf, Eric Fellner und Tim Bevan treten beide auch als Produzenten des Films in Erscheinung.

### Besetzung und Dreharbeiten
Margaret Qualley spielt in der Titelrolle eine private Ermittlerin namens Honey O’Donahue. Sie war bereits in Drive-Away Dolls in der Hauptrolle zu sehen. Chris Evans spielt den Sektengründer Reverend Drew Devlin. In weiteren Rollen sind Aubrey Plaza als Police Officer MG Falcone, Charlie Day, Billy Eichner, Kristen Connolly und Talia Ryder zu sehen.
Die Dreharbeiten wurden Ende März 2024 in Albuquerque in New Mexico begonnen. Mit der australischen Kamerafrau Ari Wegner arbeitete Coen ebenfalls bereits für Drive-Away Dolls zusammen.

### Filmmusik, Marketing und Veröffentlichung
Die Filmmusik komponierte der dreifach Oscar-nominierte Carter Burwell. Mit ihm hatten die Coen-Brüder in der Vergangenheit für eine Vielzahl von Filmen zusammengearbeitet. Ende Juli 2025 veröffentlichte Shadow of the City eine Single mit den Songs ODDWADD und In the Sun She Lies, geschrieben von Jack Antonoff und Regisseur Ethan Coen und von Margaret Qualley gesungen, als Download.
Der erste Trailer wurde Anfang Mai 2025 vorgestellt. Die Premiere des Films fand am 23. Mai 2025 bei den Internationalen Filmfestspielen in Cannes im Rahmen der Midnight Screenings statt. Am 22. August 2025 will Focus Features den Film in die US-Kinos bringen. Der Kinostart in Deutschland ist am 23. Oktober 2025 geplant.

## Rezeption
Die Kritiken fielen gemischt aus.